# 야마구치 쇼고
야마구치 쇼고(山口翔悟, 본명 : 야마구치 타츠야, 1983년 2월 19일 ~ )는 일본의 배우이다.

## 출연작

### 드라마
- 2006년 《마법전사 유캔도》 류켄도 / 나루카미 켄지 역
- 2009년 《반장 진난서 아즈미 반장 1》 사쿠라이 타이치로 역
- 2010년 《반장 진난서 아즈미 반장 2》 사쿠라이 타이치로 역
- 2010년 《반장 진난서 아즈미 반장 3》 사쿠라이 타이치로 역
- 2010년 《내일 또 살아가자》
- 2011년 《반장 진난서 아즈미 반장 4》 사쿠라이 타이치로 역
- 2012년 《오늘은 만사 대길하게》 야마다 유키 역

### 영화
- 2003년 《소녀검객 아즈미 대혈전》 코모로 역